# Seth Fridén

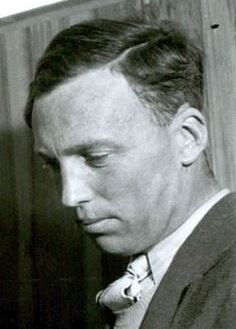
Seth Fridén.

Nils Seth Enok Fridén, född 2 februari 1913 i Månsarps församling i Jönköpings län, död 30 maj 1998 i Linköping, var en svensk arkitekt.
Efter studentexamen i Eksjö 1931 avlade Fridén arkitektexamen vid Kungliga Tekniska högskolan 1936. Han var extra arkitekt i Stockholms stads byggnadsnämnd 1939, länsarkitektassistent i Luleå 1940–1944 och byggnadskonsulent på olika orter i Norrbottens län från 1943. Han var privatpraktiserande arkitekt i Boden från 1945, blev stadsarkitekt där 1946, i Umeå 1952, i Skövde 1960  och i Linköping från 1966. Han utförde ritningar till bland annat allmänna byggnader, särskilt skolbyggnader, samt upprättade stads- och byggnadsplaner. Seth Fridén är begravd på Sankt Lars kyrkogård i Eksjö.